# DU Crucis
Désignations
DU Crucis est une étoile supergéante rouge et variable irrégulière à longue période de l'amas ouvert NGC 4755, également appelé l'amas de Kappa Crucis ou l'amas de la Boîte à Bijoux.

## Position

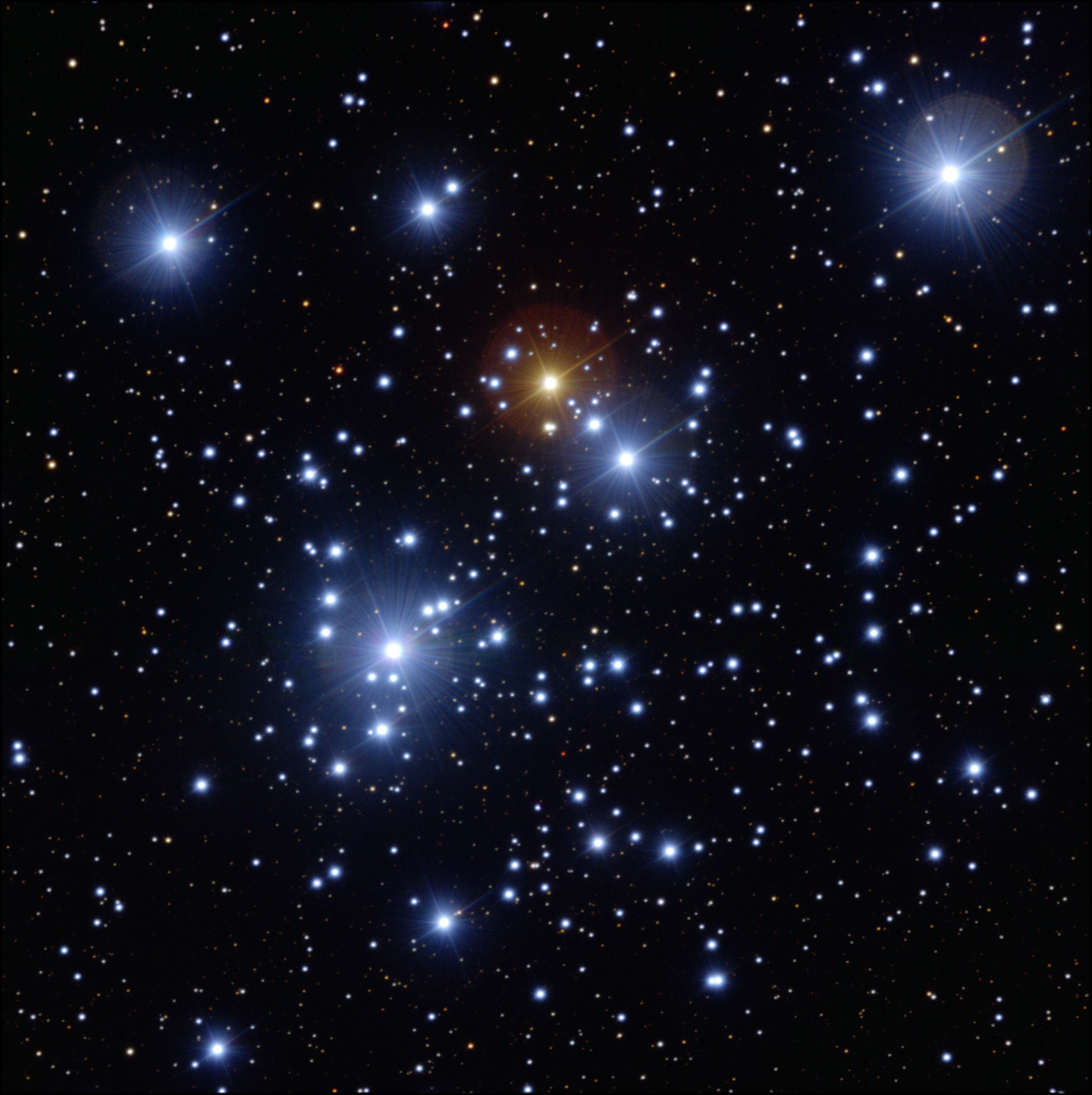
Image de l'amas de la Boîte à Bijoux (Crédit : ESO VLT).

BU Crucis est l'une des étoiles les plus brillantes de l'amas ouvert NGC 4755 et la supergéante rouge la plus brillante de cet amas, contrastant fortement avec les autres membres les plus brillants qui sont des supergéantes bleues. Elle fait partie de la barre centrale de l'astérisme remarquable en forme de "A" situé au centre de l'amas. L'amas fait partie de la plus vaste association OB1 du Centaure et est situé à environ ∼ 7 000 a.l. (∼ 2 150 pc).
L'amas est situé juste au sud-est de β Crucis, l'étoile située côté gauche de la fameuse Croix du Sud.

## Propriétés
DU Crucis est une supergéante lumineuse intermédiaire de type M2 (classe de luminosité Iab). En dépit de sa faible température, elle est environ 46 600 fois plus lumineuse que le Soleil, à cause de sa très grande taille. L'amas de κ Crucis a un âge calculé de 11,2 millions d'années.

## Variabilité

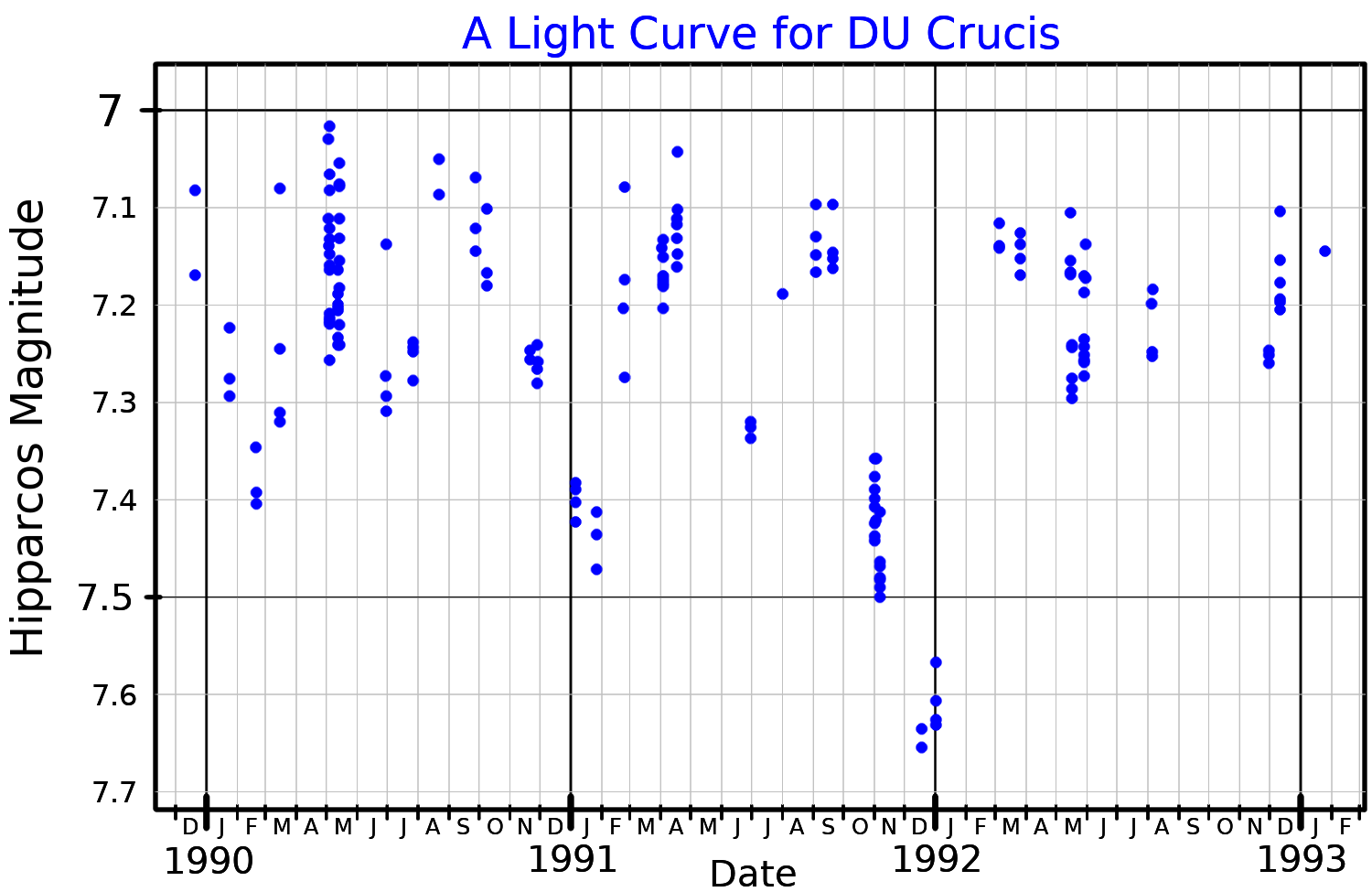
Courbe de lumière de DU Crucis, issue des données du satellite Hipparcos.

Des mesures photométriques faites par le satellite Hipparcos ont montré que la luminosité de DU Crucis varie avec une amplitude de 0,44 magnitude. Aucune périodicité n'a été détectée dans les variations de luminosité et elle a été classée comme variable irrégulière à longue période de type Lc, typique d'une supergéante.